# Edward Herrmann
Edward Kirk „Ed“ Herrmann (* 21. Juli 1943 in Washington, D.C.; † 31. Dezember 2014 in New York City) war ein US-amerikanischer Schauspieler.

## Leben und Karriere
Edward Herrmann machte 1965 an der Bucknell University seinen Abschluss und studierte Schauspielerei an der Londoner Academy of Music and Dramatic Art.
Im Laufe seiner langen Karriere wurde der Automobilfan und Tony-Award-Preisträger ein markantes und weithin bekanntes Gesicht im US-amerikanischen Fernsehen, vor allem durch die Darstellung des Präsidenten Franklin D. Roosevelt in den Fernsehfilmen Eleanor and Franklin (1976) und Eleanor and Franklin: The White House Years (1977), sowie durch Gastrollen in zahlreichen Serien.
In der Fernsehserie Gilmore Girls spielte Herrmann in allen sieben Staffeln die für ihn typische Rolle des alternden Patriarchen Richard Gilmore. Nach dem Ende der Serie 2007 spielte er in einigen Folgen die Rolle des wohl ältesten Assistenzarztes Norman in der Erfolgsserie Grey’s Anatomy. Von 2010 bis 2013 war er wiederkehrend in der Serie Good Wife zu sehen. Sein Schaffen umfasst mehr als 130 Film- und Fernsehproduktionen. Seine letzten Arbeiten erschienen posthum 2015 und 2016.
Herrmann wurde in den Vereinigten Staaten auch sehr bekannt durch seine Arbeit als Sprecher zahlreicher Dokumentationen des History Channels und der PBS-Specials. Auch die Werbespots des Autofabrikanten Dodge waren jahrzehntelang nicht ohne Herrmanns Stimme denkbar.
Herrmann starb am 31. Dezember 2014 in Manhattan im Alter von 71 Jahren an den Folgen eines Hirntumors.

## Filmografie (Auswahl)
- 1972: Zeit der Prüfungen (The Paper Chase)
- 1974: Der große Gatsby (The Great Gatsby)
- 1975: Tollkühne Flieger (The Great Waldo Pepper)
- 1976: Eleanor and Franklin (Fernsehfilm)
- 1976: Eleanor and Franklin: The White House Years (Fernsehfilm)
- 1978: Verstecktes Ziel (Brass Target)
- 1979: Eine ganz irre Truppe (The North Avenue Irregulars)
- 1980: M*A*S*H (Fernsehserie, Folge 8x17)
- 1981: Reds
- 1982: Annie
- 1984: Flucht zu dritt (Mrs. Soffel)
- 1984–1986: Chefarzt Dr. Westphall (St. Elsewhere, Fernsehserie, 4 Folgen)
- 1985: The Purple Rose of Cairo
- 1985: Der Verrückte mit dem Geigenkasten (The Man with One Red Shoe)
- 1987: Overboard – Ein Goldfisch fällt ins Wasser (Overboard)
- 1987: The Lost Boys
- 1988: Zwei mal Zwei (Big Business)
- 1993: Blondinen küßt man nicht (Born Yesterday)
- 1993: Mein Freund, der Zombie (My Boyfriend's Back)
- 1994: Don’t Drink the Water
- 1994: Richie Rich (Ri¢hie Ri¢h)
- 1995: Eine unheimliche Familie zum Schreien (Here Come the Munsters, Fernsehfilm)
- 1995: Nixon
- 1995–2009: Law & Order (Fernsehserie, 3 Folgen)
- 1997–2001: Practice – Die Anwälte (The Practice, Fernsehserie, 10 Folgen)
- 1999: Vendetta – Das Gesetz der Gewalt (Vendetta)
- 1999: Zugfahrt ins Jenseits (Atomic Train, Fernsehfilm)
- 2000–2007: Gilmore Girls (Fernsehserie, 85 Folgen)
- 2001–2003: Oz – Hölle hinter Gittern (Oz, Fernsehserie, 6 Folgen)
- 2001: Down
- 2001: The Cat’s Meow
- 2002: Club der Cäsaren (The Emperor's Club)
- 2003: Ein (un)möglicher Härtefall (Intolerable Cruelty)
- 2003: Crossing Jordan – Pathologin mit Profil (Crossing Jordan, Fernsehserie, Folge 2x22)
- 2004: Aviator (The Aviator)
- 2006: Factory Girl
- 2006: Blind Wedding – Hilfe, sie hat ja gesagt (Wedding Daze)
- 2007: Ich glaub, ich lieb meine Frau (I Think I Love My Wife)
- 2007: Grey’s Anatomy (Fernsehserie, 3 Folgen)
- 2008: 30 Rock (Fernsehserie, Folge 2x10)
- 2009: KikeriPete (Hatching Pete, Fernsehfilm)
- 2009: Mein Vater, seine Frauen und ich (The Six Wives of Henry Lefay)
- 2009: The Skeptic
- 2010–2013: Good Wife (The Good Wife, Fernsehserie, 6 Folgen)
- 2011: Bucky Larson: Born to Be a Star
- 2011: Frohe Weihnachten – Jetzt erst recht (A Christmas Wish)
- 2012: Treasure Buddies – Schatzschnüffler in Ägypten (Treasure Buddies)
- 2012: Orangen zu Weihnachten (Christmas Oranges)
- 2013: CSI: Vegas (CSI: Crime Scene Investigation, Fernsehserie, Folge 13x13)
- 2013: How I Met Your Mother (Fernsehserie, Folge 9x06)
- 2014: Black Box (Fernsehserie, 2 Folgen)
- 2014: Warte bis es dunkel wird (The Town That Dreaded Sundown)
- 2015: Perception (Fernsehserie, Folge 3x11)